# Nus
 Nus  Olaszország Valle d’Aosta régiójának egy községe.

## Földrajza

Nus község Valle d'Aosta térképén

A Dora Baltea központi völgyében található, Aostától 12 km-re.
A vele szomszédos települések: Bionaz, Fénis, Oyace, Quart, Saint-Marcel, Torgnon és Verrayes.

## Látnivalók
- Nus kastélya: a Challant család építtette 1350-ben.
- Pilátus kastélya: a legenda szerint a Pontius Pilatus római helytartó itt pihent meg Vienne-be tartó útján, ahová Caligula száműzte.